# K-Kreis
Der K-Kreis ist ein Präventionsnetzwerk und zählt aktuell (Stand 17. Jänner 2024) 41 Mitglieder aus Einsatzorganisationen, kommunalen Unternehmen, Abteilungen der Stadt Wien und „befreundeten“ Organisationen und Vereinen, die in den Bereichen Sicherheit, Gesundheit, Umwelt und Soziales tätig sind. Das „K“ steht für Katastrophenhilfe, Katastrophenschutz, Kommunikation und Kompetenz.

## Funktion
Der K-Kreis trägt maßgeblich dazu bei, dass Wien zu den sichersten Städten der Welt zählt. Die Mitglieder des K-Kreises präsentieren sich bei gemeinsamen Präventionsveranstaltungen und Vorführungen. In Vorträgen und Projekten wie „Ich kann Leben retten!“ geben Experten der K-Kreis-Organisationen ihr Wissen an die jeweiligen Zielgruppen weiter. Regelmäßige Netzwerktreffen bieten einen Erfahrungsaustausch.  Dies fördert aber nicht nur die professionelle, sondern auch die menschliche und soziale Zusammenarbeit. Das dadurch gewonnene Vertrauen ermöglicht bei realen Einsätzen rasche und unbürokratische Entscheidungen. Die Helfer Wiens fungieren im Wiener K-Kreis als Drehscheibe für Planung und Organisation dieser partnerschaftlichen Zusammenarbeit. 

## Mitglieder

### Einsatzorganisationen
- AkutBetreuungWien
- Arbeiter Samariterbund Österreich – Landesverband Wien
- Wien/Niederösterreich
- Berufsfeuerwehr Wien
- Wiener Berufsrettung
- Johanniter Unfall-Hilfe
- Magistratsdirektion / Krisenmanagement und Sicherheit
- Magistratsdirektion / Gruppe Sofortmaßnahmen
- Malteser Hospitaldienst Austria – Bereich Wien
- Österreichische Rettungshundebrigade – Landesgruppe Wien
- Österreichische Wasserrettung – Landesverband Wien
- Österreichisches Bundesheer
- Polizei – LPD Wien
- Wiener Rotes Kreuz

### Kommunale Unternehmen
- Bildungsdirektion für Wien
- Wien Energie
- Wiener Gesundheitsverbund
- Wien Kanal
- Wiener Linien
- Wiener Netze
- Wiener Wohnen

### Abteilungen der Stadt Wien
- MA 15 – Gesundheitsdienst
- MA 31 – Wiener Wasser
- MA 33 – Wien Leuchtet
- MA 40 – Soziales, Sozial- und Gesundheitsrecht
- MA 45 – Wiener Gewässer
- MA 46 – Verkehrsorganisation und technische Verkehrsangelegenheiten
- MA 48 – Abfallwirtschaft, Straßenreinigung und Fuhrpark
- MA 49 – Klima, Forst- und Landwirtschaftsbetrieb
- MA 53 – Presse- und Informationsdienst
- MA 59 – Marktamt
- MA 60 – Veterinärdienste und Tierschutz
- Stadtservice